# Grupo Tergis
O grupo Tergis não pode ser comparada a nenhuma tradição cerâmica ou lítica da Núbia tendo ela desenvolvido líticos distintivos: produzidos com sílex e ágata suas principais formas são lunados, triângulos, trapézios, micrólitos, raspadores, entalhes, denticulados, lascas escamadas ou apoiadas, mós anéis de pedra. Sua cerâmica era vermelha, temperada (quartzo moído), polida na parte superior e possuía ocasional decoração linear incisa.